# 2006 год в Канаде
2006 год в истории Канады.

## События без точной даты
- В 2006 году возникли международные трения между Канадой и Филиппинами. Причиной послужили традиционные филиппинские столовые обычаи, согласно которым ребёнок питался в школе, за что получил несколько замечаний. После того, как история получила огласку СМИ, прошли акции протеста около посольства Канады в Маниле, а посол Филиппин в Канаде высказал официальное осуждение действиям учителей (en).

## События с датами

### Январь

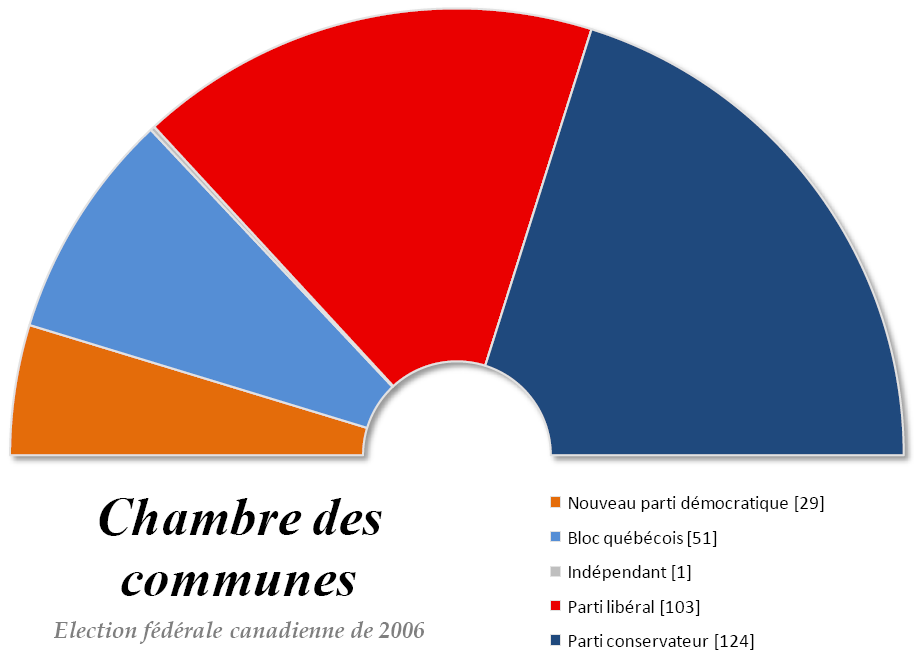
Первоначальное распределение кресел в Палате общин после выборов 2006
Консерваторы (124)
Либералы (103)
Блокисты (51)
Новодемократы (29)
Независимый (1)

- 23 января 2006 года прошли федеральные выборы для избрания депутатов 39-го созыва Палаты общин Канады.

### Февраль
- 6 февраля 2006 года Стивен Харпер стал 22-м премьер-министром Канады.
- 22 февраля 2006 года Родни Джозеф Макдональд (en) стал 32-м премьер-министром Новой Шотландии.
- 28 февраля 2006 года разгорелся конфликт вокруг небольшого участка земли в Каледонии, графство Халдиманд, Онтарио. Участок, на который заявляет права индейская община, а также фирма-застройщик, расположен в 20 км юго-западнее Гамильтона. Конфликт, который не был разрешён до 2010 года, включал в себя множество акций протеста, блокированное автомобильное и железнодорожное сообщение, кризис полиции Онтарио и много других моментов (en).

### Май
- 16 мая 2006 года состоялась перепись населения Канады. Вопросники были доставлены адресатам с 1 по 13 мая[1], первые результаты были опубликованы 13 марта 2007 года[2].
- 29 мая 2006 года работники метрополитена Торонто (Toronto Transit Commission) провели незаконную забастовку (en). Метро полностью не работало с 4 до 15 часов[3].

### Июнь
- 3 июня 2006 года в Торонто была арестована террористическая ячейка из 17 человек (en)[4].
- 22 июня 2006 года премьер-министр Канады Стивен Харпер принёс извинения от имени правительства Канады за введение китайского подушного налога в 1885 году[5]. Налог был отменён в 1923 году, когда китайская иммиграция была полностью запрещена.

### Июль
- С 17 по 21 июля 2006 года несколько штормов обрушилось на Онтарио и некоторые районы США. Около 3 миллионов человек осталось без электричества (en).

### Август

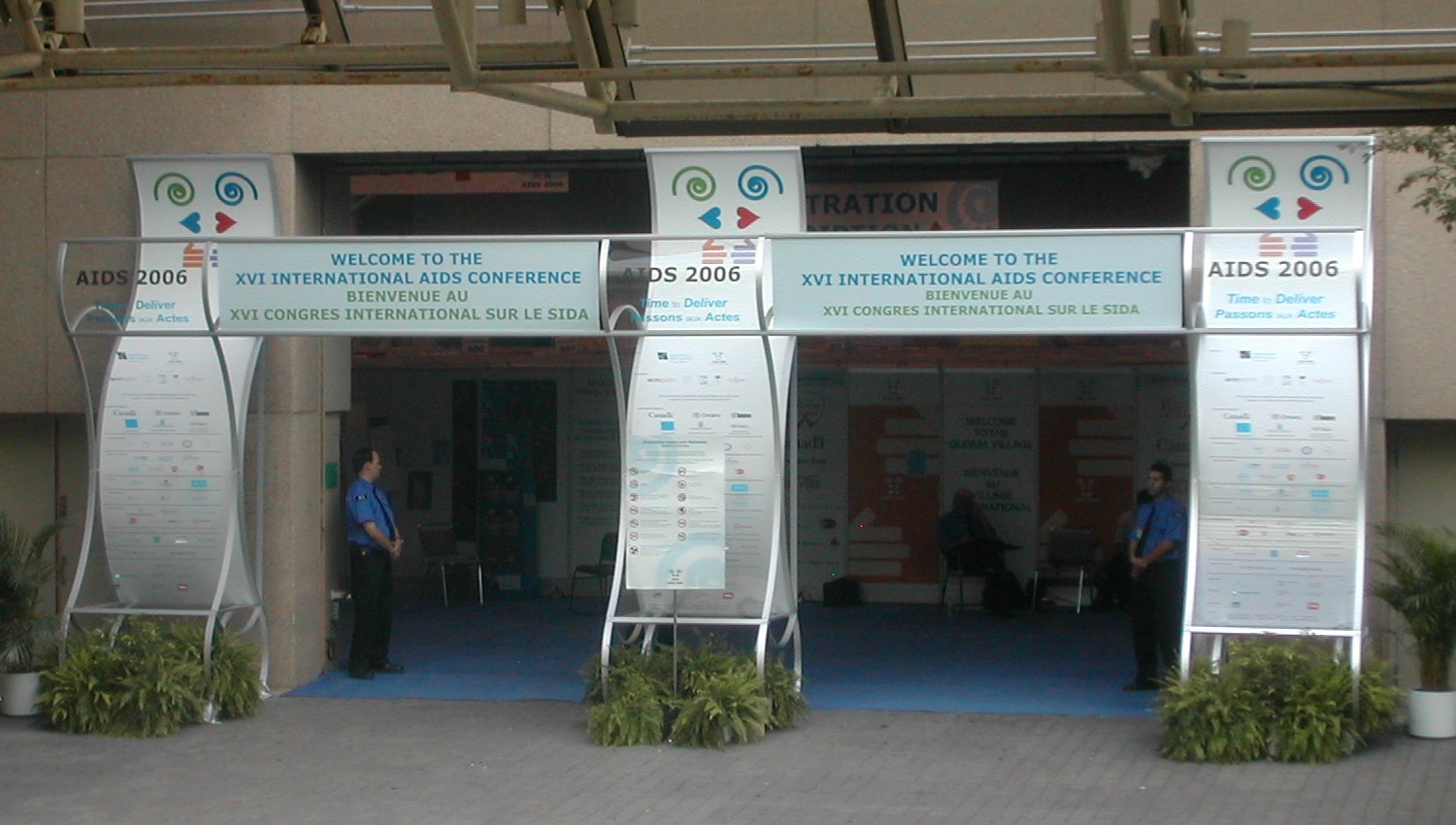
Приветствие участникам XVI Международной конференции по СПИДу.

- С 13 по 18 августа 2006 года в Торонто состоялась XVI Международная конференция по СПИДу. Конференция прошла в Metro Toronto Convention Centre (en)[6].

### Сентябрь
- 13 сентября 2006 года в Досон-колледже в пригороде Монреаля была открыта стрельба (en). Преступник убил человека, ранил ещё 19, а затем покончил с собой[7].
- 16 сентября 2006 года в газете The Globe & Mail вышла статья Яна Вонга, связавшая три последних случая стрельбы в Квебеке. Автор назвал это "десятилетней лингвистической борьбой" (en).
- 30 сентября 2006 года в Лавале (пригород Монреаля) обрушилась секция автострады (en). Пять человек погибло[8].

### Октябрь
- 3 октября 2006 года Шон Грэм стал премьер-министром Нью-Брансуика.

### Декабрь
- 14 декабря 2006 года Эд Стельмах стал 13-м премьер-министром Альберты.
- 15 декабря 2006 года на Британскую Колумбию и северо-запад США обрушился шторм (en). 18 человек погибло (из них двое в Канаде), около 2 миллионов человек осталось без электричества.
- 26 декабря 2006 года (праздничный день) неизвестный расстрелял автобусную остановку на Янг-стрит в Торонто (en). Один человек погиб, пятеро было ранено. Стрельба привела к многочисленным дискуссиям об уличных вооружённых преступлениях.

## Персоналии

### Родились
- 25 октября 2006 года в Ванкувере родились сросшиеся головами и туловищами сиамские близнецы Криста и Татьяна Хоган (en).

### Умерли
- 11 марта — Бернар Жеффрион (р.1931), хоккеист. Включён в Зал хоккейной славы в 1972 году.
- 25 апреля — Джейн Джекобс (р.1916), канадско-американская писательница
- 23 августа — Мейнард Фергюсон (р.1928), джазовый музыкант.
- 24 августа — Леопольд Симоно (р.1918), оперный певец
- 24 августа — Джон Венцвейг (р.1916), композитор
- 13 сентября — Кимвир Джилл (р.1981), убийца
- 29 сентября — Луи-Альбер Вашон (р.1912), кардинал, примас Канады с 1981 по 1990 годы.
- 7 ноября — Джордж Тутунджян (р.1930), певец